# Panenteismus
Panenteismus je výraz složený z řeckých slov πᾶν („vše“); ἐν („v“) a θεός („bůh“), tedy „vše-v-bohu“. Označuje filosoficko-teologický postoj, podle něhož Bůh proniká všemi částmi světa (přírody, vesmíru) a svět tak „existuje v Bohu“. Liší se tak od panteismu, který Boha přímo ztotožňuje s celkem světa. Panenteismus se vyhýbá jak tomuto ztotožnění, tak „vymístění“ Boha za tento svět, a je tedy jakýmsi zprostředkováním mezi panteismem a teismem.
V dějinách myšlení se objevují panenteistické myšlenky již od starověku, zejména v novoplatónství a pozdější mystice, nicméně jakožto ucelený systém je uvedl německý filosof Karl Christian Friedrich Krause (1781—1832), autor neologismu panenteismus, posléze velmi vlivný ve Španělsku. Ve 20. století získal určitou popularitu také ve Spojených státech, například v tzv. procesuální teologii, kterou rozvíjel Charles Hartshorne (1897—2000).
Podle Ch. Hartshornea lze panenteismus vysledovat již u egyptského faraona Achnatona, další badatelé ho pak nacházejí v Upanišadách či u Platóna. Mezi myslitele, kteří měli blízko k panenteismu, může být řazen také Mikuláš Kusánský, Giordano Bruno a Baruch Spinoza (označovaný jindy za panteistu), který silně ovlivnil německý idealismus, především F. W. J. Schellinga.